# 후광대로
후광대로(後廣大路, Hugwang-daero)는 전라남도 목포시 옥암동 도청입구사거리에서 무안군 삼향읍 남악 분기점까지 이어지는 5
4km 거리의 남악신도시 중심대로이다. 고(故) 김대중 전 대통령의 호(號)인 후광(後廣)을 따서 지었다. 백년대로 종점인 녹색로 도청사거리부터 이어지며 국도 제2호선 무영로의 남악 나들목에서 남악동강로로 이어진다.

## 연혁
- 2010년 6월 21일 : 2개 이상 시·군에 걸쳐 있는 광역도로로 후광대로를 고시[1]
- 2011년 10월 11일 : 코리아 그랑프리 개최로 2011년 10월 17일까지 무안군 삼향읍 남악리 1.2km 구간 임시 개통[2]
- 2011년 12월 23일 : 무안군 삼양읍 남악리 1.2km 구간 개통[3]

## 주요 경유지
전라남도
- 목포시 옥암동 - 무안군 삼향읍

## 노선
| 이름                      | 접속 노선               | 소재지 | 소재지 | 비고              |
| ------------------------- | ----------------------- | ------ | ------ | ----------------- |
| 도청입구사거리            | 백년대로 녹색로         | 목포시 | 옥암동 |                   |
| (시민문화체육센터 정류장) | 당가두로 부주로         | 목포시 | 옥암동 |                   |
| (법원프라자)              | 남악1로 후광대로105번길 | 목포시 | 옥암동 |                   |
| 옥암지하차도              |                         | 목포시 | 옥암동 |                   |
| 전남선관위입구사거리      | 남악2로 삼향로          | 목포시 | 옥암동 |                   |
| 전남선관위입구사거리      | 남악2로 삼향로          | 무안군 | 삼향읍 |                   |
| 전남도청사거리            | 남악3로 오룡길          | 무안군 | 삼향읍 | 오룡지하차도 구간 |
| 남악시외정류소            |                         | 무안군 | 삼향읍 | 오룡지하차도 구간 |
| (삼일파라뷰오피스텔)      | 남악4로                 | 무안군 | 삼향읍 | 오룡지하차도 구간 |
| 전남교육청사거리          | 남악5로 후광대로359번길 | 무안군 | 삼향읍 |                   |
| 안동교                    | 남악로 오룡산로         | 무안군 | 삼향읍 |                   |
| 남악 분기점               | 국도 제2호선 (무영로)   | 무안군 | 삼향읍 |                   |
| 남악동강로와 직결         |                         |        |        |                   |

## 주요 기관 및 건물
- 한국가스안전공사 전남서부지사 (전라남도 무안군 삼향읍 후광대로 242)
- 농협중앙회 전남지역본부 (전라남도 무안군 삼향읍 후광대로 264)
- 남악시외정류소 (전라남도 무안군 삼향읍 후광대로 274 앞)